# Social indflydelse
 For alternative betydninger, se Indflydelse (flertydig). (Se også artikler, som begynder med Indflydelse)
Social indflydelse sker når ens egne følelser, meninger eller opførsel bliver påvirket af andre. 
Social indflydelse findes i mange former og kan findes som konformitet, socialisering, gruppepres, lydighed, lederskab, overtalelse, salg og marketing. I 1958 idetificerede Harvard psykologen Herbert Kelman tre brede varieteter af social indflydelse.
1. Efterlevelse - er når folk ser ud til at være enige med hinanden, men i virkeligheden holder deres afvigende meninger for sig selv.
2. Identifikation - er når folk er under indflydelse af nogle som de kan lide og respekterer, såsom en kendt berømthed.
3. Internalisering - er når folk accepterer en tro eller opførsel - og billiger den både offentligt og privat.